# Hard Target
Hard Target (Brasil: O Alvo / Portugal: Perseguição Sem Tréguas) é um filme americano, do gênero ação de suspense, dirigido pelo diretor chinês de Hong Kong, John Woo, em sua estreia nos Estados Unidos. O filme é estrelado por Jean-Claude Van Damme como Chance Boudreaux, um marinheiro Cajun desempregado que salva uma jovem chamada Natasha Binder (Yancy Butler) de uma gangue de bandidos em Nova Orleans. Chance descobre que Binder está procurando por seu pai desaparecido (Chuck Pfarrer) e concorda em ajudar Binder em sua busca. Eles logo descobrem que o pai de Binder morreu nas mãos dos organizadores da caça Emil Fouchon (Lance Henriksen) e Pik van Cleef (Arnold Vosloo), empresários implacáveis que organizam a caça aos sem-teto como forma de esporte recreativo. O roteiro foi escrito por Pfarrer e é baseado na adaptação cinematográfica de 1932 do conto de Richard Connell de 1924 "The Most Dangerous Game". É o primeiro filme da franquia Hard Target.
Hard Target foi o primeiro filme de Woo nos Estados Unidos e também o primeiro grande filme de Hollywood feito por um diretor chinês. Universal Pictures estava nervosa sobre ter Woo na direção de um longa-metragem, e enviou o diretor Sam Raimi para cuidar da produção do filme e tomar o lugar de Woo como diretor se ele fracassasse. Woo passou por vários roteiros, encontrando principalmente filmes de artes marciais pelos quais não estava interessado. Depois de decidir sobre o roteiro de Pfarrer para Hard Target, Woo queria o ator Kurt Russell no papel principal, mas encontrou Russell muito ocupado com outros projetos. Woo então foi com a escolha inicial da Universal de ter Van Damme como estrela. Woo se deu bem com Van Damme durante as filmagens e aumentou a quantidade de ação no filme, pois sabia que o ator estava pronto para isso.
Após 65 dias de filmagem em Nova Orleans, Woo teve problemas com a Motion Picture Association of America para garantir a classificação R que a Universal queria. Woo fez dezenas de cortes no filme até que a MPAA o concedeu uma classificação R. Em seu lançamento inicial, Hard Target recebeu críticas mistas dos críticos de cinema, mas foi um sucesso financeiro. O filme é considerado um filme cult entre os fãs principalmente pelas cenas de ação.
Uma sequência, Hard Target 2, foi lançada 23 anos depois, em 6 de setembro de 2016.

## Sipnose
Chance Boudreaux (Jean-Claude Van Damme) é um estivador que trabalha no cais de Nova Orleans e que ajuda Natasha Binder (Yancy Butler), uma advogada, a encontrar seu pai desaparecido. Em sua investigação Chance descobre uma quadrilha que negocia pessoas, caçando mendigos e ex-combatentes em um safari mortal. É quando ele decide combater Emil Fouchon (Lance Henriksen), o chefe do negócio, e seus capangas, e entra como principal alvo para a quadrilha mafiosa.

## Elenco
- Jean-Claude Van Damme como Chance Boudreaux, um cajun desempregado veterano do Reconhecimento da Força de Fuzileiros Navais dos Estados Unidos. Depois que Boudreaux salva Natasha Binder, ele é contratado por ela para ajudar na busca por seu pai desaparecido.
- Lance Henriksen como Emil Fouchon, um esportista rico que caça ex-soldados desabrigados por esporte. Depois de descobrir que está sendo investigado por Chance e Natasha, Fouchon envia sua gangue liderada por Pik van Cleef para emboscá-los.
- Arnold Vosloo como Pik Van Cleef, um colaborador de Fouchon que participa de seu esporte de caçar homens. Ele lidera a tripulação de homens que são enviados para assassinar Chance e Natasha. O sobrenome de Van Cleef é uma referência ao ator Lee van Cleef.[7]
- Yancy Butler como Natasha Binder, uma jovem que vem a Nova Orleans em busca de seu pai, que ela não vê desde os sete anos de idade. Quando Natasha é atacada por bandidos, ela é salva por Chance Boudreaux, que concorda em ajudá-la a encontrar seu pai.
- Kasi Lemmons como a detetive May Mitchell, uma detetive da polícia de Nova Orleans que trabalha no escritório enquanto a polícia está em greve. Mitchell ajuda Natasha ordenando outra autópsia quando eles mostram a ela as etiquetas de identificação furadas que seu pai tinha.
- Chuck Pfarrer como Douglas Binder, o pai de Natasha que se mudou para Nova Orleans. Depois que Natasha descobre que três semanas se passaram desde que ela teve notícias de seu pai, ela vai para Nova Orleans para descobrir que ele é um morador de rua e foi assassinado pela equipe de Emil Fouchon.
- Willie C. Carpenter como Elijah Roper, amigo de Chance Boudreaux que também é um sem-teto.
- Wilford Brimley como tio Clarence Douvee, tio de Chance Boudreaux que vive nas profundezas do Bayou. Chance e Natasha se abrigam em sua casa e também recebem sua ajuda durante as filmagens finais do filme.
- Sven-Ole Thorsen como Stephan, o mercenário de Fouchon vestindo uma camisa com a bandeira da Confederação e fumando charutos.
- Jules Sylvester como Peterson, mercenário de Fouchon.
- Robert Apisa como Lopacki, o mercenário de Fouchon que usa uma arma que dispara flechas.
- Tom Lupo como Jerome, o mercenário de Fouchon que tenta matar Boudreaux com uma granada de mão.
- David Efron como Billy Bob, o mercenário de Fouchon visto usando um chapéu de cowboy.
- Joe Warfield como Ismael Zenan, o mercenário de Fouchon tem dúvidas sobre a caça aos sem-teto.
- Eliott Keener como Randal Poe, um recrutador decadente de Fouchon para encontrar ex-soldados desabrigados para caçar.
- Douglas Forsythe Rye como Frick
- Mike Leinert como Frack
- Marco St. John como Dr. Morton
- Lenore Banks como Marie, a senhoria de Binder
- Randy Cheramie como chefe de loja
- Jeanette Kontomitras como Madame
- Ted Raimi como homem na rua

## Produção

### Desenvolvimento
Depois de fazer Hard Boiled em Hong Kong, o diretor John Woo decidiu aceitar uma oferta para trabalhar nos Estados Unidos, onde se sentiria mais feliz como cineasta com um ritmo de trabalho preferível e com horários mais razoáveis. Woo recebeu uma oferta de trabalho pela primeira vez nos Estados Unidos pelo presidente da Universal Pictures, Tom Pollock, depois que ele viu o filme de Woo, The Killer. Universal não estava ansiosa para que Woo dirigisse um filme inteiro e só concordou após o que o produtor James Jacks chamou de "período difícil de convencimento".  Universal estava preocupada em ter um diretor asiático no set que tinha um domínio limitado do inglês em um projeto de grande escala. Eles contrataram o diretor estadunidense Sam Raimi para supervisionar a produção do filme e mantê-lo de prontidão caso Woo não pudesse cumprir seu papel de diretor.  Raimi estava muito animado para trabalhar com Woo, pois ele era um fã de seus filmes de Hong Kong. Raimi também estava confiante nas habilidades de direção de Woo, afirmando que "Woo com 70% ainda vai surpreender a maioria dos diretores de ação americanos que trabalham com 100%."
Em sua chegada aos Estados Unidos , Woo passou por vários roteiros antes de decidir escolher Hard Target. Descrevendo os roteiros que recebeu, Woo afirmou que "Alguns deles eram bons — alguns eram muito bons — mas o resto eram simplesmente filmes de artes marciais e eu disse aos produtores que não tinha interesse em fazer esse tipo de filme mais. Eu já tinha feito um monte deles." Um dos roteiros oferecidos a Woo neste período foi Face/Off, que ele recusou na época, desligado pelo aspecto de ficção científica da história. O roteiro de Hard Target foi escrito por Chuck Pfarrer. O diretor Andrew Davis estava interessado no roteiro, mas acabou recusando. Woo leu o roteiro de Pfarrer para Hard Target, reconhecendo que era uma "história simples, mas poderosa, com muitos sentimentos por baixo. Para um bom filme de ação, você precisa de uma estrutura sólida. Chuck me deu isso". Woo também afirmou que a história é "menos John Woo", mas o aspecto visual seria "muito John Woo".  Pfarrer escreveu o roteiro originalmente baseando-o no filme The Naked Prey. Depois que o roteiro não saiu, Pfarrer trabalhou em um roteiro influenciado pelo filme Aliens, que se tornou a base de sua história em quadrinhos Vírus. A tentativa final foi um roteiro baseado no filme de 1932 The Most Dangerous Game. Pfarrer fez a história se passar em Nova Orleans para explicar o sotaque de Jean-Claude Van Damme.

### Pré-produção
Antes de qualquer diretor ser contratado pela Hard Target, a Universal Pictures viu o filme como um veículo potencial para o ator Jean-Claude Van Damme. Van Damme já era um grande fã dos filmes de Woo e combinou um encontro com ele em Hong Kong, onde os dois se deram bem apesar da dificuldade de Woo e Van Damme com o inglês. Woo originalmente queria o ator Kurt Russell para o papel principal, mas descobriu que Russell seria contratado por dois anos com outros projetos de filmes.  Sobre trabalhar com Van Damme, Woo afirmou que estava "certo de minhas próprias habilidades e eu sei como fazer um ator ter uma boa aparência na tela, fazê-lo parecer um herói. Eu pensei que poderia fazer o mesmo por Van Damme". Apesar das dúvidas iniciais de trabalhar com Van Damme, Woo mudou muitas cenas de ação no filme para torná-los mais espectacular ao descobrir que Van Damme era para ele.  Enquanto trabalhava com Van Damme, Woo afirmou que Van Damme tinha "um grande ego, mas ele ainda é profissional e sempre tenta fazer um bom trabalho." Woo tinha algum controle sobre o elenco do filme, incluindo o elenco de personagens menores e encontrar um cinegrafista. A atriz Yancy Butler foi escalada como Natasha Binder em sua estreia no cinema. O papel levou Butler a outros papéis principais em filmes de ação como Drop Zone e Fast Money. O ator Lance Henriksen aceitou o papel de Emil Fouchon afirmando que ele era um grande fã de Woo, observando que seus filmes anteriores "eram tão criativos, tão baléticos, e tinham uma filosofia incrível neles. A violência era apenas um recipiente para o filosofia".

### Filmagens
As filmagens começaram em 1.ª de outubro de 1992. Hard Target teve 74 dias de produção e foi filmado em Nova Orleans, incluindo sequências filmadas no French Quarter. Hard Target foi colocado em um cronograma apertado pela Universal que permitia apenas 65 dias de tempo de filmagem. Isso colocou muita pressão em Woo. Woo também foi pressionado pela Universal para diminuir a violência e a contagem de corpos que eles viram em seus filmes de Hong Kong. Como Woo ainda não dominava a língua inglesa, demorou para que o elenco e a equipe se acostumassem a trabalhar com ele. Quando Woo não conseguiu explicar o que queria com uma gravação ao cineasta Russell Carpenter, ele recorreria a afirmações simples como "esta será a gravação de Sam Peckinpah" para transmitir sua mensagem a Carpenter. O ator Lance Henriksen lembrou que foi um processo gradual que levou todos os envolvidos a começar a ver o filme como um filme de John Woo, em vez de um filme de Jean-Claude Van Damme. O produtor James Jacks lembrou que Woo não era "a pessoa mais poderosa do set, mas, para mim, ele era certamente o mais respeitado".
O disparo da arma no set foi considerado perigoso, o que levou a equipe a construir um novo escudo de plexiglas à prova de balas que poderia ser aparafusado à câmera. Este escudo foi útil principalmente para uma sequência em Hard Target, onde Van Damme esvazia um carregador de munição na câmera. Esses carrinhos de câmera foram apelidados pela equipe de "Woo-Woo Choo-Choo". Russell Carpenter encontrou dificuldade em filmar as enormes cenas de tiroteio. Carpenter observou especificamente o desfile de Mardi Gras, lembrando que "apenas a iluminação para um espaço como aquele, com todas aquelas formas e sombras estranhas já era difícil o suficiente, mas John então acrescentou a complicação de querer que a cena fosse filmada de vários ângulos ao mesmo tempo — muitas vezes com mais de um de as câmeras em movimento". O produtor James Jacks apoiou este estilo de filmagem, achando-o a maneira mais econômica de filmar esses tipos de cenas de ação.

### Pós-produção
O filme foi editado por Bob Murawski no set usando uma unidade de edição computadorizada de última geração que permite ao usuário editar o filme enquanto o filme estava sendo rodado. O filme então recebeu a trilha sonora de Graeme Revell, que empregou bateristas japoneses do Kodo. Woo foi contratualmente obrigado a lançar uma classificação R pela Universal Pictures. Ao enviar o filme para a Motion Picture Association of America (MPAA), ele foi julgado como muito violento e intenso para uma classificação R e recebeu uma classificação NC-17. Woo reeditou o filme seis vezes para a MPAA, já que eles nunca indicaram quais cenas específicas consideraram questionáveis. Durante este período de edição, Van Damme encomendou sua própria edição do filme. A versão de Van Damme retira personagens inteiros para inserir mais cenas e close-ups de seu personagem Chance. Quando questionado sobre esta edição, Van Damme respondeu que "As pessoas pagam seu dinheiro para me ver, não para ver Lance Henriksen". A MPAA aceitou o filme depois que Woo fez 20 cortes no filme. O corte de cenas inclui a sequência de perseguição de abertura e a sequência do armazém do Mardi Gras. Uma cena sem ação cortada do filme foi uma cena romântica entre Chance e Natasha.

## Lançamento

### Cinema
Hard Target foi provisoriamente programado para estrear em julho de 1993. Hard Target foi lançado em 20 de agosto de 1993 nos Estados Unidos, tornando-o o primeiro filme de um diretor asiático a ser lançado por um estúdio de Hollywood.
Hard Target foi o segundo filme de maior bilheteria da semana nas bilheterias americanas em seu lançamento inicial. Hard Target também se tornou o 49.ª filme de maior bilheteria nos Estados Unidos em 1993. Hard Target teve vendas de ingressos nos EUA de $32.6 milhões (as vendas mundiais foram de $74.2 milhões).

### Mídia doméstica
Hard Target foi lançado em Laserdisc e VHS em 1994. Nos Estados Unidos, o filme foi o 14.ª disco laser mais vendido e o 46.ª filme VHS mais alugado de 1994. Hard Target foi lançado em DVD para a Região 1 em 1 de julho, 1998. Um DVD da Região 2 do filme foi lançado em 20 de março de 2000. O DVD americano também foi lançado com pacotes de DVD, que incluem outros filmes estrelados por Jean-Claude Van Damme. Esses DVDs incluíam Hard Target, bem como Timecop, Street Fighter, Lionheart, Sudden Death e The Quest.
Uma cópia mais longa do filme de 116 minutos não foi lançada oficialmente, mas foi encontrada como um bootleg. Esta cópia é uma dublagem de videocassete de baixa qualidade e tem um código de tempo gravado no canto indicando que o filme não foi feito para exibição pública. Os lançamentos de DVDs europeus, japoneses e australianos restauram três minutos das cenas violentas ausentes do DVD da Região 1 (que foi cortado para uma classificação R), tornando-os as versões mais próximas da versão original de Woo.
Sobre a versão longa, Woo disse: "Gosto da versão original, é claro! E também ouvi que a versão longa se tornou um filme cult — algumas pessoas viram e gostaram muito, o que é tão interessante. E eu desejo que o estúdio teria interesse em lançar o filme novamente. Acho que vale a pena fazê-lo." O filme foi lançado em 2013 no Reino Unido e 2015 nos EUA pela Universal Studios. Kino Lorber está programado para lançá-lo nos Estados Unidos em 4K Ultra HD e restaurou o Blu-ray em 2021, incluindo a versão do diretor sem classificação e versão para os cinemas dos EUA. Os extras terão uma nova entrevista com o diretor John Woo.

## Recepção

### Bilheteria
O filme estreou nos cinemas em 20 de agosto de 1993, com ampla divulgação nos Estados Unidos. Durante o fim de semana de estreia, o filme estreou em segundo lugar, arrecadando $10.106.500 em exibição em 1.972 locações. O filme The Fugitive, ficou em primeiro lugar durante aquele fim de semana arrecadando $18.148.331.. A receita de Hard Target caiu 50% em sua segunda semana de lançamento, ganhando $5.027.485. Naquele fim de semana, o filme caiu para o terceiro lugar, mesmo com um aumento no número de exibições de 1.999 cinemas. The Fugitive, permaneceu incontestado em primeiro lugar arrecadando $14.502.865 em receita de bilheteria. Durante sua última semana de lançamento, Hard Target abriu em um distante décimo primeiro lugar com $1.270.945 em receita. Para aquele fim de semana em particular, Striking Distance estrelado por Bruce Willis fez sua estréia, estreando em primeiro lugar com $8.705.808 em receita. O filme chegou ao topo no mercado interno com $32.589.677 em vendas totais de ingressos durante uma temporada de 5 semanas. Internacionalmente, o filme arrecadou um adicional de $41.600.000 em bilheteria, para um total mundial combinado de $74.189.677. Para 1993 como um todo, o filme seria cumulativamente classificado em 23.ª de desempenho de bilheteria.

### Recepção da crítica
Hard Target recebeu críticas mistas em seu lançamento inicial, elogiando as cenas de ação do filme, mas observando a história pobre e as habilidades de atuação de Jean-Claude Van Damme. No programa de televisão Siskel & Ebert de crítica de filmes, Roger Ebert afirmou que Hard Target "não é muito inteligente e não é muito original, mas é bem feito em um nível técnico. As acrobacias são impressionantes... como um filme de ação, é bem feito, mas nunca passa de uma ação competente e não posso recomendar para isso ”. Gene Siskel também deu uma negativa ao filme, afirmando que "John Woo é um bom cineasta... Van Damme é muito duro... Você percebe o estilo do filme porque não tem muita substância”. Lance Henriksen recebeu o Prêmio Saturno de Melhor Ator Coadjuvante por sua interpretação de Emil Fouchon no filme. O público entrevistado pela CinemaScore deu ao filme uma nota média de "B" em uma escala de A+ a F.

### Outras respostas
Em 1995, Van Damme disse que "Hard Target era um roteiro ruim, mas tínhamos ótimas cenas de ação, e John Woo me fez parecer um samurai com cabelo oleoso".
Em 1997, Woo olhou para trás em Hard Target afirmando que era "em alguns aspectos, um filme bastante problemático de se fazer, mas estou bastante feliz com a forma como as cenas de ação acabaram".
Sobre a recepção do filme, Woo culpou a si mesmo e seu "estilo":  
"Enquanto estávamos fazendo Hard Target, tentei torná-lo um pouco mais parecido com o estilo de filme de Hong Kong, embora fosse um filme americano. O que não funcionou bem no início porque descobri que o público, em geral, não estava familiarizado com o estilo de Hong Kong. Nesse ínterim, tentei tornar o filme um pouco mais romântico e, por outro lado, queria fazer a mudança parecer um faroeste moderno porque sou tão louco por faroeste. De qualquer forma, em Hard Target eu era muito ambicioso e tentei fazer tudo em um filme. Isso é diferente de qualquer filme tradicional nos Estados Unidos, então o público não entendia o que estava acontecendo com essas técnicas. Não é um típico filme de ação de Hollywood. E em câmera lenta. E também os momentos violentos, o público não aguentou. E algumas pessoas saíram do cinema no meio do filme. Embora o filme não tenha alcançado grande sucesso, vendeu bem."

## Sequências
Scott Adkins terminou de filmar uma sequência para o filme em dezembro de 2015. A sequência estrelou Robert Knepper, Rhona Mitra, Ann Truong, Temuera Morrison, Adam Saunders, Jamie Timony, Peter Hardy, Troy Honeysett, Sean Keenan e Sahajak Boonthanakit.